# 李曼·法蘭克·鮑姆
李曼·法蘭克·鮑姆（英語：Lyman Frank Baum、/bɔːm/; 1856年5月15日—1919年5月6日），又譯為富蘭克·鮑姆，是一名美國作家，以創作兒童奇幻文學著稱。其代表作為兒童文學經典《綠野仙蹤》及系列作品。
鮑姆共創作了包含《綠野仙蹤》在內的系列多部童話故事和兒童文學，共創作了14本《綠野仙蹤》系列小說，以及41部其他小說（不包括四本未出版的失落作品）、83篇短篇小說、超過200首詩歌和至少42部劇本。他曾多次嘗試將作品搬上舞台和電影等領域，其中《綠野仙蹤》在1939年的改編電影被視為20世紀電影的經典代表作。
鮑姆自幼於紐約州奇特南戈成長。在未能在劇院製片人和劇作家的職業生涯中取得成功後，他搬到西部，並在南達科他州與妻子開設商店，並編輯出版了一份報紙。之後，他們搬到芝加哥，鮑姆在那裡擔任報紙記者並創作兒童文學作品。1900年，他出版了第一本《綠野仙蹤》並繼續創作，他的最後一個創作項目是嘗試在加利福尼亞州洛杉磯建立一個專注於兒童電影的電影工作室。

## 書籍列表

### 奧茲國相關系列作品
| 系列 | 書名                       | 出版年 | 英文書名                     | 水牛出版社         | 全球華文                   | 上海译文出版社    |
| ---- | -------------------------- | ------ | ---------------------------- | ------------------ | -------------------------- | ----------------- |
| 1    | 奧茲國的魔法師（綠野仙蹤） | 1900年 | The Wonderful Wizard of Oz   | 神秘歐茲國         | 奧茲國之偉大巫師           | 仙境术士          |
| 2    | 奧茲國仙境                 | 1904年 | The Marvelous Land of Oz     | 綠野仙鄉歐茲國     | 奧茲國之堤普歷險記         | 奥芝仙境          |
| 3    | 奧茲國女王                 | 1907年 | Ozma of Oz                   | 歐茲的歐茲瑪       | 奧茲國之奧茲瑪女王         | 奥芝国女王        |
| 4    | 桃樂絲與奧茲國魔法師       | 1908年 | Dorothy and the Wizard in Oz | 歐茲法師地底歷險記 | 奧茲國之桃樂絲與奧茲魔法師 | 地底历险          |
| 5    | 往奧茲國之路               | 1909年 | The Road to Oz               | 無                 | 奧茲國之桃樂絲的奇幻之旅   | 祝寿途中          |
| 6    | 奧茲國的翡翠城             | 1910年 | The Emerald City of Oz       | 無                 | 奧茲國之矮人王攻打翡翠城   | 奥芝国的翡翠城    |
| 7    | 奧茲國的拼布偶女孩         | 1913年 | The Patchwork Girl of Oz     | 無                 | 奧茲國之拼布女孩與不幸男孩 | 碎布姑娘          |
| 8    | 奧茲國的嘀嗒机器人         | 1914年 | Tik-Tok of Oz                | 歐茲的機器人       | 無                         | 奥芝国的嘀嗒-嘀嗒 |
| 9    | 奧茲國的稻草人             | 1915年 | The Scarecrow of Oz          | 歐茲的稻草人       | 無                         | 奥芝国的稻草人    |
| 10   | 奧茲國的林奇汀奇國王       | 1916年 | Rinkitink in Oz              | 無                 | 無                         | 林基汀克          |
| 11   | 奧茲國失蹤的公主           | 1917年 | The Lost Princess of Oz      | 無                 | 無                         | 奥芝玛公主失踪记  |
| 12   | 奧茲國的鐵樵夫             | 1918年 | The Tin Woodman of Oz        | 歐茲國的鐵樵夫     | 無                         | 铁皮樵夫          |
| 13   | 奧茲國的魔法               | 1919年 | The Magic of Oz              | 歐茲的魔術         | 無                         | 奥芝国的魔力      |
| 14   | 奧茲國的格琳達             | 1920年 | Glinda of Oz                 | 歐茲國的葛琳達     | 無                         | 格林达            |

## 外部連結
作品
- 李曼·法蘭克·鮑姆的作品  - 古騰堡計劃
- 互联网档案馆中李曼·法蘭克·鮑姆的作品或与之相关的作品
- The Complete Oz Works at Internet Archive
- 李曼·法蘭克·鮑姆作品的电子书格式  - Standard Ebooks
- 來自李曼·法蘭克·鮑姆的LibriVox公共領域有聲讀物
- 李曼·法蘭克·鮑姆的免费乐谱，由国际乐谱典藏计划提供

文件
- L. Frank Baum Papers （页面存档备份，存于） at Syracuse University
- Finding aid to Roland Orvil Baughman collection about L. Frank Baum （页面存档备份，存于） at Columbia University, Rare Book & Manuscript Library

數據庫
- 網路推理小說資料庫上的L. Frank Baum
- . mywebpages.comcast.net/scottandrewh. （原始内容存档于December 5, 2006）.
- Bibliography (Baum and Oz)
- Copyright Registration Application from Claimant L. Frank Baum for The wonderful Wizard of Oz From the Collections at the Library of Congress

粉絲網站
- The International Wizard of Oz Club, Inc.
- The Wizard of Oz .info （页面存档备份，存于）